# 五峯站 (京畿道)
五峯站（：／ Obong yeok */?）是位于韩国京畿道义王市的一个车站，属于南部货物基地线。

## 历史
- 1983年6月15日 - 南部货物集装箱基地建成。
- 1984年7月20日 - 车站落成使用。

## 未来计划
虽然本站在开通后，韩国铁道公社曾考虑将在本站办理客运，但由于种种原因，该计划已经取消。